# Alto Mijares
Alto Mijares (em valenciano: Alt Millars) é uma comarca da Comunidade Valenciana, na Espanha. Está localizada na província de Castelló, e sua capital é o município de Cirat. Limita com a província de Teruel, em Aragão, e com as comarcas valencianas de Alcalatén, Plana Baixa e Alto Palancia.

## Municípios
| Município               | População | Área   | Densidade |
| ----------------------- | --------- | ------ | --------- |
| Arañuel                 | 171       | 19,16  | 8,92      |
| Argelita                | 103       | 15,47  | 6,66      |
| Ayódar                  | 175       | 24,36  | 7,18      |
| Castillo de Villamalefa | 112       | 37,74  | 2,97      |
| Cirat                   | 233       | 41,10  | 5,67      |
| Cortes de Arenoso       | 308       | 80,59  | 3,82      |
| Espadilla               | 86        | 11,96  | 7,19      |
| Fanzara                 | 314       | 34,98  | 8,98      |
| Fuente la Reina         | 51        | 7,50   | 6,80      |
| Fuentes de Ayódar       | 130       | 10,98  | 11,84     |
| Ludiente                | 181       | 31,35  | 5,77      |
| Montanejos              | 549       | 37,80  | 14,52     |
| Montán                  | 393       | 34,10  | 11,52     |
| Puebla de Arenoso       | 141       | 42,53  | 3,32      |
| Toga                    | 106       | 13,52  | 7,84      |
| Torralba del Pinar      | 71        | 21,19  | 3,35      |
| Torrechiva              | 81        | 11,85  | 6,84      |
| Vallat                  | 52        | 5,01   | 10,38     |
| Villahermosa del Río    | 484       | 108,88 | 4,45      |
| Villamalur              | 70        | 19,47  | 3,60      |
| Villanueva de Viver     | 61        | 5,95   | 10,25     |
| Zucaina                 | 183       | 51,57  | 3,55      |

## Dentro de núcleos urbanos
Ayodar:
Torre do sino do convento dominicano. Recentemente declarada Patrimônio de Interesse Local, esta torre de 36 metros de altura fazia parte do antigo convento dominicano, construído em 1575 com o objetivo de converter ao cristianismo a população moura que vivia na cidade. A torre, que é o que hoje se conserva, foi construída em 1601.
Palácio dos Duques de Villahermosa. Edifício construído no século XVII. Atualmente este edifício está dividido em 4 casas particulares.
Arañuel:
A Igreja Paroquial de San Miguel, localizada na Plaza Mayor de Arañuel. É uma construção neoclássica simples que data do século XVII, com características da ordem coríntia. De planta de nave única, com cerca de 15 metros de comprimento, possui capelas laterais ligadas entre si com decoração e estuque. Como pormenor curioso, é necessário destacar a presença no centro da freguesia de um pé de guarda datado do século XVII.
Argelita:
Palácio do Castelo de Argelita: foi a última residência de Zayd Abu Zayd, o rei muçulmano de Valência, depois de se retirar de seus domínios após os pactos assinados com o monarca Jaime I. Restam apenas duas das torres de sua fortificaçãoː
Torre quadrada. Este é um tipo de mansão com ameias. Além disso, também existem diferentes tipos de vestígios de paredes que circundaram parte da população. O corpo principal da torre é feito de silhares com silhares em seus cantos. É composta por rés do chão e três pisos.
Torre redonda. Embora esteja localizado próximo às ruínas do palácio, não fazia parte dele, mas era uma estrutura defensiva fora dele. Originária do século XIII, e também de origem islâmica, a torre foi restaurada. Possui forma cilíndrica com rés do chão e duas alturas, coroada por ameias. Em sua base, há uma inscrição comemorativa em árabe datada de 1252.
Igreja Matriz de Santa Ana. Construção original do século XVII, dedicada a Santa Ana. De estilo barroco churrigueresco, possui nave única com torre sineira anexa. No interior está a Santa Cruz, trazida de Roma e doada à paróquia em 1756 pelo Padre Baciero (dominicano).
Cirat:
A Torre do Palácio dos Condes. É uma torre de defesa, que fazia parte do Palácio dos Condes de Cirat, localizado no centro da citada população, na chamada Plaza Mayor. Esta torre, de origem medieval, está listada como Local de Interesse Cultural desde 8 de maio de 2003.
Cortes Arenoso:
Ponte romana. De interesse arquitetônico.
Casa do Marqués del Real Agrado. Edifício de interesse arquitetônico. Século XVIII.
Portal calle Herrerías. Edifício de interesse arquitetônico. Século XVIII.
Scull:
Igreja Paroquial de San Juan Bautista. Construída no século XVIII, possui três naves com transepto de traça coríntia.
Abbey House. Edifício do séc. XVII que preserva as suas antigas formas góticas, hoje sede da Câmara Municipal.
Fanzara:
Museu Inacabat d'Art Urbà (MIAU). É um projeto de museu a céu aberto para o município de Fanzara, em Castellón. Este Museu Inacabado de Arte Urbana é um projeto em constante mudança e crescimento. Durante o passeio por este espaço é possível observar grandes e pequenas obras, murais e também esculturas.
Igreja de Nossa Senhora da Assunção. Construída no século XVII. É de estilo Herreriano ou Escurialense nos elementos arquitetônicos e barroco nos decorativos. Tem uma decoração de pintura interessante no interior.
Ermida do Santo Sepulcro. Ele está localizado em uma colina que domina toda a cidade.
Fonte da Rainha:
A igreja de Nossa Senhora dos Anjos de Fuente la Reina. É uma típica edificação religiosa do século XVII, de grande beleza, embora se note que não foram utilizados muitos recursos financeiros na sua construção, o que é evidente na sua pequena dimensão.
Fontes Ayodar:
Igreja Paroquial de São Roque. Construída entre os séculos XVII e XVIII. É uma igreja de nave única com capelas laterais entre contrafortes, abóbada de berço com arcos transversais no interior e cobertura em empena exterior, de frente plana. Possui um coro na entrada da igreja. Em estilo barroco desorganizado, durante a guerra civil espanhola, sofreu alguns ataques que destruíram algumas partes, como os altares laterais.
Lagar del Cubo. Prensa velha grande para fazer vinho. Foi construído no século XIV. Estrutura de planta quadrangular, executada na técnica de taipa ou cofragem em argamassa. É curiosa a presença de um lagar com esta cronologia e neste local, tal como nas cidades vizinhas, não teve Carta de População após a Conquista e continuou a ser habitado por muçulmanos. A curiosidade é dada porque o livro sagrado dos muçulmanos, o Alcorão, proíbe a transformação da uva em vinho. É por esta razão que é possível que os muçulmanos espanhóis não tenham cumprido fielmente com este preceito. Também é possível que as demandas feudais dessa época motivassem essa produção.
Moinho de trigo. A data exata de construção é desconhecida, embora pareça ser do período mouro. Na Carta-Puebla de 1611 é feita referência a ele.
Necrópole islâmica. Esses depósitos foram encontrados na área urbana.
Ludiente:
A Torre de Giraba em Ludiente, na região do Alto Mijares, é uma torre de vigia do período islâmico medieval, genericamente catalogada como Bem de Relevância Local. A torre está localizada perto do sul da cidade de Castillo de Villamalefa, mas no município de Ludiente e perto da aldeia de Giraba, da qual leva o nome.
A igreja fortificada de Ludiente, também conhecida como Igreja da Natividade, é um edifício que já foi religioso, embora hoje já não tenha culto, com uma estrutura defensivo-militar marcada. Está catalogado, de forma genérica, como Site de Interesse Cultural. A igreja está localizada no alto de uma colina acessada pela rua General Aranda, e data da época moderna, entre o final do século XV e o início do século XVI, utilizando silhares e alvenaria em sua construção. planta rectangular e em bom estado de conservação, destacando-se no seu interior as nervuras góticas da abóbada da sacristia, tendo sido utilizada para fins bélicos sobretudo durante as Guerras Carlistas, o que se evidencia nas lacunas existentes nas paredes da nave principal e na torre.
A Igreja Paroquial da Natividade de Nossa Senhora de Ludiente. O edifício é complementado pela presença de uma torre sineira construída em estilo barroco, sem fim, na qual um dos seus corpos é destinado à localização dos sinos. Existem dois sinos, o mais antigo, datado de 1776, tem o nome de San Pedro Mártir, um diâmetro de 82 centímetros e um peso de 319 quilogramas.
   A Ermita de la Virgen del Pilar de Ludiente. É datado do século XVIII, mas o edifício actual é o produto de uma série de intervenções a que tem sido submetido ao longo dos anos. É um edifício isento que está rodeado por uma vedação dentro da qual existe uma Via Crucis em linha recta até ao eremitério, com casalicious, de ambos os lados da esplanada pavimentada, para as estações e ciprestes entre elas. Como elemento decorativo interior, deve-se destacar o fresco com a aparição da Virgem ao apóstolo Santiago em Saragoça, que se encontra no cofre do presbitério, adornado pela presença de uma imagem da Virgem com o Menino nos braços, situado no nicho do altar principal, no qual se pode ver uma pintura a óleo de São Pascual Bailón.
Montanejos:
   Torre Árabe. De origem islâmica, situa-se no meio da aldeia, em frente à igreja, integrada na fachada do antigo Palácio dos Condes de Vallterra. Assume-se que estava ligado ao Castelo de Alquería, localizado numa colina próxima e que é do mesmo período. É uma torre circular e é construída com pedras do rio e unida com argamassa.
   O Aqueduto da Ponte de São José. Esta é uma ponte construída no início do século XIX, especificamente em 1803, para atravessar o rio Montán. É construído por meio de três grandes arcos semicirculares, utilizando a pedra como material de construção. É conhecido como o "aqueduto" porque por baixo dele existe uma vala que transporta água para irrigação até La Alquería. É uma infra-estrutura territorial, de carácter hidráulico, catalogada como um Bem de Relevância Local, com a categoria de espaço etnológico de interesse local.
Puebla de Arenoso:
   Câmara Municipal. A Câmara Municipal tem uma estrutura palaciana do século XVII em alvenaria e pedra de cantaria.
   Cidade Velha. Esta é praticamente toda a aldeia, e a sua disposição é uma topografia medieval, com a sua confluência virada para a praça.
   Ponte Suspensa. Foi inaugurado em 1894 para servir de passagem sobre o rio Mijares até ao Caminho Real que atravessa a cidade de Puebla de Arenoso. A fotografia foi tirada no Verão de 1966. No início do século XXI, caiu em desuso e foi destruída. Devido à subida e descida do nível da água do reservatório de Arenós, a terra em que a aldeia se encontrava a afundar-se. Por esta razão, a Generalitat Valenciana ordenou que as obras contivessem o reservatório. Para evitar perder parte do património, a Câmara Municipal mandou desmantelar os restos da ponte e numerou-os com a intenção de os reconstruir a alguns quilómetros mais acima.
Montan:
   Convento dos Pais Convidados: século XVIII. Arquitectura pós-barroca e pré-académica. O aspecto actual do convento data de 1763, quando já não era utilizado como tal durante a desintegração de Mendizábal. Foi fortificado e utilizado pelos Carlistas em 1836.
   Igreja de São Bernardo: Do século XVIII. Consiste em uma única nave. O altar-mor é de altura regular, conservando uma cruz processional do século XVIII.
   Abbey House: Parte da antiga casa feudal pertencente ao Conde de Vallterra. A partir de 1609 e devido à chegada dos novos monges Servite, foi uma casa de abadia e a primeira residência dos monges até ao fim das obras do convento. Actualmente, serve de casa para o padre titular da igreja.
Toga:
   Arcos del Portalet e San Antonio. Estes arcos representam uma amostra atraente e significativa do antigo traçado urbano da cidade. Ambos são formados como elementos de passagem, ou seja, estão situados acima de uma rua e comunicam várias casas ou fazem parte de uma casa. O arco de San Antonio suporta a capela que alberga a imagem do santo.
   Castelo de Ganalur. Um povoado ibérico sobre uma colina com vista para um largo meandro do rio Mijares. No local foram encontrados vestígios dos períodos ibérico (século V - século I a.C.) e islâmico (século XIII). Actualmente, só restam restos de cerâmica desde que uma ocupação medieval posterior apagou qualquer início da disposição espacial do habitat ibérico. Quanto à ocupação muçulmana, parece corresponder ao estilo Ganalur, mencionado em documentos dos séculos XIII e XIV e, sem dúvida, é a origem da actual população de Vallat.
   Primavera quente. Famosa pela qualidade das suas águas minerais medicinais. São classificados como bicarbonatos de cálcio e magnésio e indicados para o tratamento de obesidade, gota e doenças estomacais. Em 1906, obtiveram prestígio reconhecido graças ao diploma e à medalha de ouro concedidos na Exposição Regional de Valência.
Torralba del Pinar:
   Igreja Paroquial. Dedicado à Transfiguração do Senhor. Trabalho do século XVIII, embora com remodelações posteriores no século XIX. Mantém dentro de uma interessante cruz processional do século XV.
   Ermida de Santa Bárbara. Hermitage com uma única nave caiada de branco e um átrio arqueado. Acredita-se que tenha sido construída sobre uma antiga mesquita árabe.
   Zona urbana de Torralba. Declarado Sítio de Relevância Local, e que ainda hoje mantém parte da sua aparência medieval, uma vez que restos arquitectónicos da muralha medieval (entre os séculos IX e XIII) e outras estruturas podem ser vistos em algumas das casas da cidade.
   Recinto fortificado de Torralba del Pinar Esta é uma cidade fortificada com uma planta circular que tinha uma parede sólida e uma torre central maior. A fundação do município devido à sua toponímia é anterior aos árabes, mas a permanência ao longo dos séculos dos mouros, fez com que a área urbana de Torralba del Pinar mantivesse um aspecto claramente mouro. O seu recinto amuralhado ainda pode ser visto
       Restos arquitectónicos da muralha medieval (séculos IX e XIII), confundidos com a casa agrícola existente, à excepção de uma secção com brechas visíveis. A torre, de acordo com a tradição local, foi desmantelada e os seus freixos utilizados na construção da nova igreja no final do século XVII. Também digno de nota é o castelo de origem árabe, provavelmente construído entre os séculos X e XII e do qual se podem ver vários restos de muros que foram fundidos com as paredes rochosas que rodeiam a colina sobre a qual foi construído. Grau de protecção: Foi declarado um bem de interesse cultural com a categoria de Monumento pela Primeira Disposição Adicional da Lei 4/1998, de 11 de Junho, sobre o Património Cultural Valenciano.
Torrechiva:
   Torre de Torrechiva. Torre do século XIII, de origem árabe. Embora a sua função não esteja claramente determinada, poderia ter feito parte de uma quinta muçulmana, embora outros estudos indiquem que era uma torre de vigia para o estreito formado pelo rio Mijares nas proximidades da cidade. A torre está imersa na estrutura urbana da parte mais antiga da cidade, estando ligada de ambos os lados a duas casas que só permitem apreciar parte da sua estrutura.
Vallat:
   Igreja Paroquial de San Juan Evangelista. Templo com uma única nave em estilo coríntio do século XVIII. Uma simples igreja cuja decoração é de estilo académico ou neoclássico, em cujo altar-mor está a figura do santo padroeiro da cidade, São João Evangelista.
   Abbey House. Câmara Municipal originalmente do século XVII. É uma das mais antigas casas existentes na cidade, possivelmente uma antiga mesquita e mais tarde uma igreja católica.
Villahermosa del río:
   Igreja Paroquial. Dedicado à Natividade da Natividade. Conserva uma talha de José Esteve Bonet e uma colecção única de retábulos medievais atribuídos ao Mestre de Villahermosa.
   Capela de San Bartolomé. Um edifício de interesse arquitectónico, no qual está enterrado o compositor barroco José Pradas Gallén.
   O Nevera del Mas de Penyagolosa, também conhecido como nevera de la Cambreta, ou nevera del Comte é um depósito de neve localizado no lado sudoeste da área conhecida como Mas de la Cambreta, que se situa no lado norte da área mais próxima do cume da Sierra del Penyagolosa, no município de Villahermosa del Río.
   Câmara Municipal. Edifício de interesse arquitectónico.
   Ponte gótico-romana sobre o rio Carbo.
Villamalur:
   Frigorífico de Cuatro Caminos. Autores como Madoz citam-no como o Nevera de Onda. Alguns testemunhos locais afirmam que funcionou até à primeira década do século XX. Apresenta um estado médio de conservação, sem tecto e perdeu alguns dos seus elementos. Tinha dois acessos ao seu interior e o seu telhado era sustentado por dois arcos paralelos, um deles desabou. Talvez tivesse um cofre com um telhado de telhas, uma vez que há numerosos restos que parecem testemunhar isso no seu meio. É construído a 880 m. e tem um plano circular de 11 m. e um pouco de profundidade.
   Trincheiras da Guerra Civil. Estão localizados principalmente nas montanhas de Cabezo e Jupillo. Hoje em dia estão em perfeito estado após o passar dos anos. E é um lugar visitado por muitos caminhantes.
   A Igreja Paroquial de Santo Domingo de Guzmán, em Villamalur. A igreja foi fundada pelos dominicanos de Ayódar e tem um único plano de nave (com um telhado de abóbada de barril, iluminado por lunetas), com quatro corredores, sem transepto, mas com capelas laterais. O edifício data do século XVIII e é dedicado a Santo Domingo de Guzmán, santo padroeiro de Villamalur. A igreja também venera a santa padroeira local, a Virgen de los Desamparados, que também tem um retábulo de cerâmica na fonte da aldeia.
Villanueva de Viver:
   A Ermida de San Martín e Santa Bárbara, em Villanueva de Viver. É um pequeno edifício com uma única nave, um alpendre e um pátio adjacente à direita, que foi construído em 1656, seguindo simultaneamente as orientações dos estilos gótico e renascentista tardio. O edifício passou por uma transformação durante o século XVIII, adquirindo o seu aspecto actual. O seu estado de conservação não é bom, e como as reabilitações só foram realizadas no curral, apesar de se considerar que o perigo de destruição do monumento é baixo. Estar encarregue da sua manutenção e conservação os pregos do Santo.
   A igreja paroquial de San Antonio Abad, em Villanueva de Viver É uma construção modesta dos finais do século XVII, cuja construção foi concluída no início do século XVIII, seguindo as orientações do estilo gótico e clássico. Tem uma planta em latim e uma única nave, capelas laterais e aos seus pés um coro alto com uma curiosa balaustrada datada do século XVIII.
Zucaina:
   Igreja Paroquial da Transfiguração de El Salvador (séculos XVI-XVIII): No interior, interessantes esculturas de madeira do século XVIII e uma imagem de madeira medieval policromada de Santa Ana, padroeira da cidade de Zucaina, que é objecto de grande devoção, são preservadas. Durante os últimos 3 anos foi objecto de uma profunda remodelação do seu interior: capelas, altares, tecto e chão.
   Capela de Santa Bárbara (século XVIII). Esta capela está localizada na mesma cidade e dá o seu nome à parte superior da aldeia. Está localizado perto do tribunal do pelota e de um dos tanques de água que abastecem Zucaina. Foi construída no final do século XVIII e por volta de 1994 foi realizada uma restauração, através de uma iniciativa popular, do seu telhado e fachada, devolvendo-lhe algum do seu esplendor original. Era uma tradição até 2001 ou 2002, celebrar a festa de Domingo de Ramos dentro da igreja e descer em procissão até à praça da igreja, mas porque para lá chegar é preciso subir um monte bastante íngreme e para evitar o máximo esforço que muitos idosos tinham de fazer, foi decidido celebrar a festa à entrada da igreja paroquial, na parte plana da cidade.
   Calvário e Capela do Calvário (séculos XVIII-19º). Trata-se de um complexo originalmente religioso localizado na periferia da cidade, na encosta da montanha à saída de Cortes de Arenoso. Forma um espaço rectangular, fechado por uma cerca de pedra bruta, plantado com ciprestes e tem uma pequena capela na parte mais alta. Subindo a colina, estão dispostas as casas brancas da Via Crucis, com as cenas da Paixão representadas em azulejos de cerâmica. A capela é uma pequena capela de forma rectangular localizada no topo da parede, junto a uma das portas de entrada do Calvário. As suas paredes são feitas de alvenaria e o telhado, feito de telhas, tem quatro declives.
   Ermida de Santa Ana (século XVIII). Um eremitério dedicado ao santo padroeiro da aldeia de Zucaina. Foi construído no final do século XVIII e situa-se a cerca de 4 km da cidade, na direcção de Montanejos, na estrada CV-195. Encontra-se num local de grande beleza natural. É construído na margem direita da Rambla de Santa Ana, um afluente do rio Villahermosa e uma fonte de água doce abundante. Junto à fonte há uma área reservada para carne grelhada ou paella e à volta da capela há várias mesas e bancos de betão onde se pode comer. O eremitério foi construído como resultado das várias aparições de Santa Ana por uma pastora de uma das quintas que se encontram agora perto do eremitério. Santa Ana apareceu-lhe por cima de um grande arbusto que misteriosamente não picava e disse-lhe na última aparição que o povo de Zucaina deveria construir ali uma capela. A devoção que os habitantes locais têm por Santa Ana é muito grande, o que, segundo uma placa na capela, salvou a população da cólera no final do século XIX. Cada 1 de Maio há uma grande peregrinação à capela da aldeia com a celebração de duas missas solenes. Nesse dia há muitas bancas onde se podem comprar várias coisas. Outra data importante, embora não tão concorrida como a anterior, é 26 de Julho, o dia de São Joaquín e Santa Ana, quando se realiza uma missa solene na capela e se distribui um bolo conhecido como a "fatia" entre todos os presentes. Este dia é conhecido como o dia de "Santa Ana de la Rebanada".